# Nathaniel Wallich
Nathaniel Wallich FRS (1786 –1854) va ser un cirurgià i un botànic anglès d'origen danès que treballà a l'Índia, inicialment en l'assentament danès prop de Calcuta imés tard per a l'East India Company.

## Biografia
Nathaniel Wallich nasqué a Copenhaguen el 1786 amb el nom de Nathan ben Wulff. Més tard adoptà el nom de Nathan Wallich derivat del nom Nathaniel. Wallich obtingué el diploma de cirurgià a Copenhaguen i el mateix any va ser nomenat cirurgià de l'assentament danès de Serampore, aleshores conegut com a Frederiksnagore a Bengala.

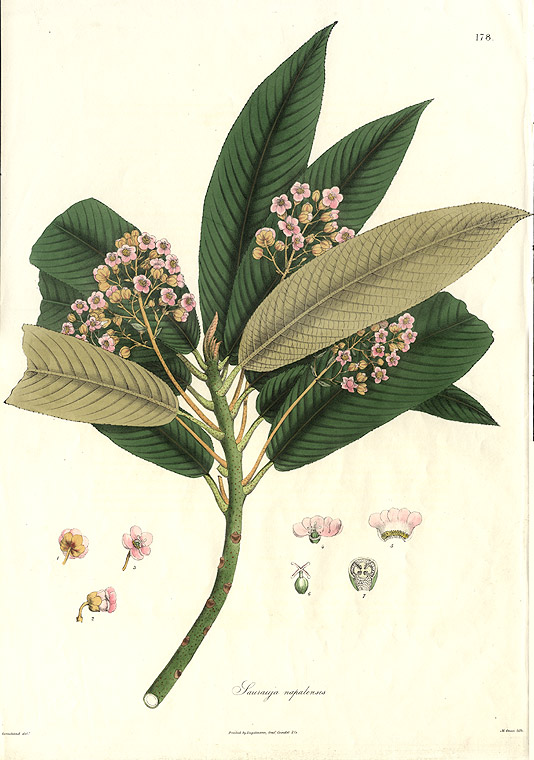
Saurauia nepalensis de Plantae Asiaticae Rariores

Wallich preparà un catàleg amb més de 20.000 espècimens de plantes, conegut informalment com el "Wallich Catalogue". Actualment aquesta col·lecció és guarda al Kew Herbarium com la Wallich Collection. Wallich també va distribuir duplicats dels espècimens als herbaris incloent-hi alguns a Sir Joseph Banks Ell va publicar dos llibres importants, Tentamen Floræ Nepalensis Illustratæ (vols I-II, 1824–26) i Plantæ Asiaticæ Rariores (vols I-III, 1830–32), i va anar a nombroses expedicions botàniques.

## Espècies a les que va donar nom Nathaniel Wallich
| - Allium wallichii (Jimbur o Himalaya onion) - Apostasia wallichii - Brahmaea wallichii - Bulbophyllum wallichii - Castanopsis wallichii - Catreus wallichii (Cheer Pheasant o Wallich's Pheasant) - Clerodendrum wallichii - Convolvulus wallichianus - Debregeasia wallichiana - Diospyros wallichii - Dombeya wallichii - Dryopteris wallichiana | - Geranium wallichianum - Horsfieldia wallichii - Hoya wallichii - Koilodepas wallichianum - Ligusticum wallichii (Szechuan lovage) - Lilium wallichianum - Meconopsis wallichii - Memecylon wallichii - Nageia wallichiana - Pinus wallichiana (Blue Pine o Bhutan Pine) - Pteris wallichiana - Rhododendron wallichii | - Rotala wallichii - Rubus wallichii - Schima wallichii - Schefflera wallichiana - Sorbus wallichii - Strobilanthes wallichii (Kashmir Acanthus, Hardy Persian Shield, Wild Petunia o Kandali) - Taxus wallichiana (Himalayan Yew) - Ternstroemia wallichiana - Thysia wallichii - Ulmus wallichiana (Himalayan Elm o Kashmir Elm) - Valeriana wallichii (Indian Valerian o Tagar-Ganthoda) - Widdringtonia wallichii (Clanwilliam Cedar o Clanwilliam Cypress) |